# Amando a Pablo, odiando a Escobar
Amando a Pablo, odiando a Escobar es un libro de la escritora y periodista colombiana Virginia Vallejo. Fue publicado por primera vez por Random House Mondadori el 22 de septiembre de 2007, y Random House Inc. de Nueva York el 4 de octubre del mismo año. En 2017 y 2018, fue relanzado por Planeta y Penguin Random House, y traducido a quince idiomas. El filme Loving Pablo, con Penélope Cruz y Javier Bardem en los roles principales, está basado en el libro del mismo nombre, en inglés.
La obra describe la relación romántica de cinco años (1982-1987) de la autora con Pablo Escobar, jefe del Cartel de Medellín; y, desde su lanzamiento a finales de 2007, se convirtió en el número uno en ventas en Colombia, América Latina y el mercado hispano de los Estados Unidos. Narra en detalle una historia de amor con múltiples facetas, y es una biografía íntima y personal del legendario criminal, pero es también un documento histórico sobre terribles tragedias colombianas en la segunda mitad del siglo XX en Colombia, plagado de reveladores hechos de corrupción política.

## Reseña
El libro está dividido en una introducción y tres partes:
Los días de la inocencia y del ensueño, Los días del esplendor y del espanto, y Los días de la ausencia y del silencio.
En la Introducción, Vallejo describe su partida de Colombia el 18 de julio de 2006 en un vuelo especial de la Agencia Antidrogas de los EE. UU. (DEA), después de haber acusado al exsenador y ministro de justicia, Alberto Santofimio, de instigar el asesinato de un excandidato presidencial Luis Carlos Galán, y después de haber ofrecido su cooperación al Departamento de Justicia de los Estados Unidos en casos criminales en curso de alto perfil.
La historia comienza con la alegría y la pasión de dos nuevos amantes -Pablo, un ambicioso político novato de origen humilde y casado, y Virginia, una personalidad mediática y de la alta sociedad, ambos de 32 años; y continúa con la evolución de la relación entre ellos y la personalidad de Escobar durante su guerra contra el tratado de extradición entre Colombia y los Estados Unidos, y las actividades terroristas de él y del Cartel de Medellín en sus últimos años.
La autora describe, además, el nacimiento y auge de la industria de la cocaína que convirtió a su amante en un multimillonario, gracias a la cooperación de importantes políticos, como Alberto Santofimio; los orígenes de las principales organizaciones rebeldes, y los escuadrones paramilitares fundados por Escobar y sus socios; el asesinato del ministro de Justicia Rodrigo Lara en 1984, y la toma del Palacio de Justicia en 1985; el sufrimiento de la periodista tras el final de su relación con Escobar en 1987, y su cooperación con la agencia antidrogas europea a partir de 1988; la conexión cubana, y el bombardeo de un avión de Avianca con 110 personas a bordo en 1989; el asesinato de Luis Carlos Galán y otros tres candidatos presidenciales en 1987-1990; los orígenes de la guerra de Escobar contra el Cartel de Cali y el Estado colombiano, seguidos de la era del narcoterrorismo de 1988 a 1993; la coalición de agencias y enemigos de Escobar involucrados en su cacería; y, finalmente, la reacción mundial a la muerte del enemigo número uno de los Estados Unidos, el 2 de diciembre de 1993.

## Reacción internacional
El lanzamiento del libro creó un escándalo político en Colombia, América Latina y los canales de televisión hispanos en Estados Unidos, como CNN, debido a la descripción de Vallejo sobre la relación de Pablo Escobar y los carteles de Medellín y Cali con los presidentes Álvaro Uribe Vélez, Alfonso López Michelsen y Ernesto Samper Pizano, con agencias gubernamentales y con dictadores caribeños. El presidente Álvaro Uribe negó las afirmaciones de Virginia Vallejo, y acusó a Gonzalo Guillén, corresponsal de El Nuevo Herald en Colombia, de estar tras el libro. El periodista negó cualquier cooperación con la autora, pero en las siguientes 48 horas recibió 24 amenazas de muerte de grupos paramilitares y se vio obligado a huir del país. Posteriormente, el periodista Daniel Coronell presentó en cámara la primera página del diario El Mundo de Medellín de 4 de junio de 1983, donde se confirma que “un moderno helicóptero propiedad del hacendado Pablo Escobar fue enviado para recoger el cadáver de Alberto Uribe y traerlo desde su hacienda a Medellín.” (Alberto Uribe Sierra, padre de Álvaro Uribe, fue asesinado por las FARC en un intento de secuestro).
Gracias a revelaciones de la periodista, la justicia colombiana reabrió los llamados "casos del siglo": la toma del Palacio de Justicia, cometida por el M-19 en noviembre de 1985, seguida de una masacre de más de 100 personas y once magistrados de la Corte Suprema de Justicia cometida por el ejército; y el asesinato de Luis Carlos Galán en agosto de 1989.
El libro de Vallejo fue comentado por The New York Times y El País de Madrid, entre medios de todo el mundo. También, por presidentes colombianos, venezolanos y ecuatorianos, un exembajador estadounidense en Bogotá, organizaciones de derechos humanos, y las rebeldes FARC.
En 2008 y 2009, el presidente Rafael Correa de Ecuador mostró "Amando a Pablo, odiando a Escobar" en televisión.

## Asilo político a la escritora
El 3 de junio de 2010, el gobierno de los Estados Unidos de América otorgó asilo político a Virginia Vallejo bajo los preceptos de la Constitución de los Estados Unidos, la Convención de Ginebra contra la Tortura y la Declaración Universal de los Derechos Humanos. La decisión del juez se basó en la carrera de Virginia Vallejo como periodista; sus testimonios bajo juramento en casos criminales históricos que resultaron en largas condenas; su descripción de atrocidades y masacres en su libro y en el tribunal; las amenazas que recibió de miembros del gobierno colombiano y de los paramilitares; y la difamación de la autora en cientos de páginas Internet de los medios propiedad de familias presidenciales o poderosos asociados, todo ello documentado en cientos de páginas que reposan en la corte de inmigración de Miami, y que posteriormente fueron retiradas de Internet.

## Traducido a quince idiomas
En 2017 y 2018, el libro fue relanzado en español, y traducido y publicado en quince idiomas.
- Alemania, Lübbe.
- Brasil, Globo Livros.
- Dinamarca, Rosinante.
- Eslovaquia, Aktuell.
- Estados Unidos, Vintage y Vintage Español (sellos de Penguin Random House).
- España y Latinoamérica, Península (sello de Planeta).
- Finlandia, Like Publishing.
- Francia, J'ai lu (sello de Flammarion).
- Grecia, Psichogios Publications.
- Hungría, Partvonal (sello de Melotrade).
- Italia, Giunti Editore.
- Polonia, Agora SA.
- Portugal, Penguin Random House Portugal.
- Reino Unido, Canongate.
- República Checa, Euromedia Group.
- Rumania, Grup Media Litera.
- Rusia, Eksmo.
- Turquía, Mona Kitap.

## La películaLoving Pablo(2017)
Loving Pablo, el filme basado en el libro del mismo nombre, fue lanzado el 6 de septiembre de 2018, durante el 74.º Festival de Cine de Venecia. El papel de la periodista es interpretado por Penélope Cruz, mientras que Javier Bardem encarna el rol de Pablo Escobar, ambos ganadores del premio Óscar de la Academia de Hollywood en la categoría de mejores actores de reparto. La película fue estrenada en Europa a principios de 2017 y el lanzamiento en el continente americano tendrá lugar en el segundo semestre del mismo año.